# 2615 Saito
2615 Saito è un asteroide della fascia principale esterna. Scoperto nel 1951, presenta un'orbita caratterizzata da un semiasse maggiore pari a 3,177304 UA e da un'eccentricità di 0,150162, inclinata di 4,244860° rispetto all'eclittica. Ha un diametro di 15,555 km, un periodo di rotazione di 14,96 ore e un'albedo di 0,088.
Fa parte della famiglia di asteroidi Hygiea.
Prende il nome da Keiji Saito, astrofisico dell'Osservatorio Astronomico di Tokyo dal 1961 al 1985, che ha approfondito lo studio della fisica di comete e meteore.